# Virtually
Virtually – koncertowy album grupy Soft Machine nagrany w marcu 1971 Bremie w Niemczech i wydany w 1998 r.

## Historia i charakter albumu
27 lutego 1971 r. Soft Machine rozpoczęli koncertem w Oslo w Norwegii kolejne europejskie tournée, które zakończy się 23 marca w Bremie w Niemczech. Ten ostatni koncert tury, który odbył się w "Gondel Filmkunsttheater", został nagrany przez "Radio Bremen" i pierwszą jego część wyemitowano 6 czerwca.
Koncert prezentuje grupę w apogeum kreatywnych sił i jest uważany za jeden z najlepszych w jej karierze
Album zawiera przeważnie utwory umieszczone na albumach Third i Fourth
Przypadkowo zdjęcie umieszczone na okładce CD zostało zrobione rok później, kiedy Roberta Wyatta nie było już w zespole, a zamiast niego grał Phil Howard. Dokonano więc fałszerstwa i w miejsce Howarda wklejono zdjęcie Wyatta. Pozostawiono jednak zestaw perkusyjny Howarda, co stwarza wrażenie, że Wyatt grał na perkusji z dwoma basowymi bębnami, co nie odpowiada prawdzie.

## Muzycy
- Mike Ratledge – organy, elektryczne pianino
- Robert Wyatt – wokal, perkusja
- Hugh Hopper – gitara basowa
- Elton Dean – saksofon altowy, saxello

## Spis utworów
Zestaw pierwszy
| 1. | Facelift (H. Hopper)             | 10:04 |
|    |                                  |       |
| 2. | Virtually (H. Hopper)            | 8:17  |
|    |                                  |       |
| 3. | Slightly All the Time (Ratledge) | 8:12  |
|    |                                  |       |
| 4. | Fletcher's Blemish (Dean)        | 5:41  |
|    |                                  |       |
|    |                                  | 32:14 |
|    |                                  |       |
Zestaw drugi
| 1. | Neo-Caliban Grides (Dean)      | 9:26  |
|    |                                |       |
| 2. | Out-Bloody-Rageous (Rateledge) | 9:59  |
|    |                                |       |
| 3. | Eamonn Andrews (Ratledge)      | 4:29  |
|    |                                |       |
| 4. | All White (Ratledge)           | 3:16  |
|    |                                |       |
| 5. | Kings and Queens (H. Hopper)   | 3:37  |
|    |                                |       |
| 6. | Teeth (Ratledge)               | 9:20  |
|    |                                |       |
| 7. | Pigling Bland (Ratledge)       | 4:55  |
|    |                                |       |
|    |                                | 45:02 |
|    |                                |       |

## Opis płyty
- Producent – Peter Schultze dla Radio Bremen
- Inżynier – Robert Friedrich
- Data nagrania – 23 marca 1971
- Miejsce/studio – Godel Filmkunsttheater, Brema, Niemcy
- Remastering – Matt Murman
- Studio – SAE
- Koordynacja wydania – Steven Feigenbaum
- Fotografie – Jochen Mönch
- Projekt graficzny CD – Bill Ellsworth
- Czas nagrania – 75:13
- Firma nagraniowa – Cuneiform USA
- Numer katalogowy – Rune 100
- Data wydania – 27 stycznia 2003